# Centro polivalente e di protezione civile di Norcia
Centro polivalente e di protezione civile di Norcia, chiamato anche semplicemente come Norcia 4.0, Centro Boeri o Centro Polivalente di Norcia, è un edificio disegnato dall'architetto italiano Stefano Boeri localizzato a Norcia. La struttura è stata realizzata utilizzando il fondo di solidarietà "Un aiuto subito terremoto centro Italia" raccolti insieme dal Corriere della sera e dal Tg di La7. 

## Storia e caratteristiche
Creato dopo il sisma del 2016 che ha colpito la città e inaugurato il 30 giugno 2017, il 14 marzo 2018 ha subito un sequestro da parte della procura di Spoleto perché esso non aveva carattere temporaneo e sorge in una zona sottoposta vincolo paesaggistico. il 14 luglio 2018 la stessa procura ha dissequestrato il fabbricato.
Il centro ideato per ospitare la Protezione Civile e come un eventuale luogo di rifugio antisismico di emergenza, si compone di due stanza da 150 e 70 posti comprendo una pianta totale di 450 metri quadrati. Dal punto di vista costruttivo, edificio ha una pianta rettangolare ed è realizzato in legno con la presenza di ampie vetrate sui lati più lunghi della struttura; per le parti fondamentali è stato utilizzato legno di abete con le altre fatte in larice; ampio uso di legno è legato al fatto di coprire e adempiere alle necessità antisismiche. Esteticamente invece la struttura presenza una forma sinuosa a "zig zag", che richiama e si inspira il paesaggio circostante dei Monti Sibillini. Il centro è posto all'entrata del Parco delle marcite. 

## Controversie
Il centro polivalente di Norcia è stato sequestrato dalla procura di Spoleto. Che ha iscritto nel registro degli indagati il sindaco Nicola Alemanno (Forza Italia) e l’architetto Stefano Boeri, progettista della struttura costruita in seguito all’emergenza sisma. A renderlo noto è lo stesso primo cittadino che ha ricevuto un avviso di garanzia relativo all’inchiesta. Nell’informazione investigativa compare anche il nome di Boeri, coinvolto come direttore dei lavori. A lui e al sindaco viene contestata la violazione della normativa edilizia per la realizzazione del centro “in assenza del necessario permesso a costruire e dell’autorizzazione paesaggistica”.